# 圣胡安河 (科罗拉多河支流)
圣胡安河（英語：San Juan River）是科羅拉多河的一条重要支流，位于美国西南部，长约616千米。流域面积约为64,000平方千米，其范围覆盖了科羅拉多州西南部，新墨西哥州西北部，犹他州东南部和亞利桑那州的东北角。其平均流量为2,200立方英尺每秒（62立方每秒），最大流量为70,000立方英尺每秒（2,000立方每秒）。